# Феано (жена Метапонта)
Феано (др.-греч. Θεανώ) — персонаж древнегреческой мифологии и действующее лицо несохранившейся трагедии Еврипида «Меланиппа-узница».
Жена Метапонта, царя Италии. У неё не было детей, и она взяла у пастухов найденных ими Беота и Эола и выдала за своих. Позднее она родила ещё двоих. Когда сыновья выросли, она рассказала родным детям, что старшие — подкидыши, и посоветовала убить их на охоте. Однако с помощью Посейдона его сыновья убили детей Феано, Феано же покончила с собой охотничьим ножом. У Еврипида Феано посылает своих братьев убить пасынков.